# Komisja Europejska (Sejm)
Komisja Europejska (EUR) – Stała komisja sejmowa działająca podczas IV kadencji. Do zakresu działania Komisji należą sprawy dotyczące procesu integracji europejskiej oraz realizacji umów międzynarodowych w tym zakresie. Komisja Zakończyła działalność 31 lipca 2004 roku.

## Prezydium Komisji
- Jerzy Czepułkowski (SLD) – przewodniczący
- Józef Cepil (Samoobrona) – zastępca przewodniczącego
- Andrzej Grzyb (PSL) – zastępca przewodniczącego
- Wacław Klukowski (PBL) – zastępca przewodniczącego
- Marek Kotlinowski (LPR) – zastępca przewodniczącego
- Aleksander Szczygło (PiS) – zastępca przewodniczącego
- Jan Sztwiertnia (SDPL) – zastępca przewodniczącego[2]